# Mesosaurus
Mesosaurus var en reptil som levde under början av perm. Fossil från Mesosaurus har påträffats i södra Afrika och i Brasilien.
Mesosaurus var det första släktet av reptiler som återvände till vattnet efter att ha utvecklats för ett liv på land. Den hade olika drag från moderna ödlor, krokodiler och salamandrar (som dock ej ingår i reptiler) men är endast avlägset besläktat med dessa djurgrupper. Mesosaurus hade en lång platt svans med fenor både på ovan- och undersidan. Den hade långa ben med simhud mellan tårna, det bakre benparet något större än det främre. Skallen var lång och smal och dess käkar fulla med små nålliknande tänder. Mesosaurus blev upp till en meter lång och med sin smala och lätta kropp fångade den troligen främst små fiskar och räkor.
Den enda godkända arten är Mesosaurus tenuidens. En annan art, Mesosaurus pleurogaster, listas tillfällig i släktet men den tillhör troligen en annan djurgrupp.